# 우크라이나-헝가리 관계
우크라이나-헝가리 관계(우크라이나어: Україно-угорські відносини, 헝가리어: Ukrajna-Magyarország kapcsolatok)는 우크라이나와 헝가리 간 양자 관계를 의미한다. 양국의 관계는 러시아-우크라이나 전쟁으로 인해 갈등과 부침을 겪고 있다. 두 국가 모두 러시아에게 침공을 받은 경험이 있는데, 헝가리는 1956년 헝가리 혁명에, 우크라이나는 러시아-우크라이나 전쟁에서다.

## 역사

### 고대
헝가리는 로마 제국의 속주 중 하나인 판노니아 속주에 해당했으나, 우크라이나 일대는 로마 제국 속령인 다키아 속주 북부에 위치한 개척되지 않은 땅이었다. 당시 이 일대는 사르마티아인과 스키타이족이 거주하고 있었다. 그나마 고대 크림반도에서 그리스 식민지였던 케르소네소스 정도가 로마인들과 접점이 있었다.

### 중세
헝가리 왕국이 오스만 제국과 전투를 벌이던 시점에, 우크라이나는 전신 국가인 키예프 루스, 키예프 공국은 킵차크 칸국과 전투를 벌이고 있었다. 이후 폴란드-리투아니아가 세워지고, 키예프 공국은 이들을 지배를 받았다. 폴란드-오스만 전쟁에서 헝가리 왕국은 같은 기독교 국가로서 오스만 제국에 대항하였다.

### 근대
우크라이나의 전신 국가인 헤트만국은 17세기부터 18세기까지 존속하였으나, 러시아 제국과 오스트리아-헝가리에 의해 분할되었다. 이후 헝가리는 제1차 세계 대전 이후 오스트리아-헝가리의 해체를 겪으며 공화국으로 거듭나지만, 우크라이나는 러시아 혁명을 틈타 독립을 선언한다. 제2차 세계 대전에는 헝가리는 나치 독일 아래에, 우크라이나는 소비에트 제국 아래에 놓였다. 2차대전 이후 두 국가는 소련의 위성국이 되어 바르샤바 조약 기구에서 활동하였다. 소련의 붕괴 후 두 국가 모두 사회주의 이념을 버리고 민주주의 이념을 바탕으로 한 공화국으로 새롭게 출발하였다. 우크라이나는 부다페스트 안전 보장 각서를 통해서 안전보장을 약속받고, 자국 내 소련 핵무기를 모두 포기하였다.

### 현대
러시아-우크라이나 전쟁 이전까지 두 국가는 협력과 갈등을 반복하는 미묘하면서 복잡한 관계를 맺고 있었다. 이는 우크라이나-헝가리 국경에서 기인하는데, 자카르파탸주에 거주하는 소수민족인 헝가리계 우크라이나인들 때문이었다. 헝가리 내부의 국수주의의 증가와 우크라이나 내 소수 민족에 대한 열악한 권리 보장은 두 국가 간 갈등을 키우는 요소였다.
러시아-우크라이나 전쟁 이후 두 국가 간 갈등이 더욱 고조되고 있는데, 이는 헝가리의 친러시아적 행동 떄문이다. 유럽 연합 내 유럽회의주의적인 헝가리와 친러시아 성향의 오르반 빅토르 총리는 유럽 연합 차원에서 우크라이나에 대한 무기 대여 및 공여, 경제적 지원, 그리고 대러시아 경제 제재에 대해서 부정적인 입장을 보였다. 또한, 우크라이나의 유럽 연합 가입에 대해서도 비판적인 태도를 취하며 우크라이나와 갈등을 빚고 있으며, 우크라이나의 북대서양 조약 기구 가입에 있어서도 부정적인 입장을 취하고 있다.

## 같이 보기
- 우크라이나-헝가리 국경
- 우크라이나의 대외 관계
- 헝가리의 대외 관계